# Cerre-lès-Noroy
Cerre-lès-Noroy ist eine Gemeinde im französischen Département Haute-Saône in der Region Bourgogne-Franche-Comté.

## Geographie
Cerre-lès-Noroy liegt auf einer Höhe von 330 m über dem Meeresspiegel, etwa zwölf Kilometer östlich der Stadt Vesoul (Luftlinie). Das Dorf erstreckt sich im zentralen Teil des Departements, in einer breiten Mulde am Ostfuß der Höhe von Champfleury.
Die Fläche des 9,96 km² großen Gemeindegebiets umfasst einen Abschnitt in der gewellten Landschaft zwischen dem Becken von Vesoul im Westen und der Ebene von Lure im Osten. Der zentrale Teil des Gebietes wird von der Mulde des Ruisseau de l'Étang eingenommen, die durchschnittlich auf 320 m liegt und eine Breite von ungefähr zwei Kilometern aufweist. Sie wird überwiegend landwirtschaftlich genutzt. Die beiden Fließgewässer, der Ruisseau de l'Étang und sein Zufluss Ruisseau de Prays, gehören topographisch zum Einzugsgebiet der Linotte. Der Bach versickert jedoch südlich des Dorfes.
Flankiert wird die Mulde von Cerre von Höhenrücken, die überwiegend bewaldet sind: Im Osten erhebt sich der Mont de Cerre, im Westen der Champfleury, auf dem mit 438 m der höchste Punkt von Cerre-lès-Noroy erreicht wird. Nach Süden erstreckt sich das Gemeindeareal über einen Sattel in die Waldregionen von Bois du Replan, Bois de l'Engorgié und Bois de la Combe Sédéra und bis an den Rand des Beckens von Vallerois. In geologisch-tektonischer Hinsicht besteht die Mulde von Cerre aus einer Wechsellagerung von sandig-mergeligen und kalkigen Sedimenten, die während der Lias (Unterjura) abgelagert wurden. Die Höhen sind aus einer widerstandsfähigen Kalkschicht der mittleren Jurazeit aufgebaut.
Nachbargemeinden von Cerre-lès-Noroy sind Noroy-le-Bourg im Westen und Norden, Autrey-lès-Cerre und Borey im Osten sowie Vallerois-le-Bois im Süden.

## Geschichte
Erstmals urkundlich erwähnt wird Cerre im Jahr 1164 in einer Urkunde der Erzbischöfe von Besançon. Im Mittelalter gehörte das Dorf zur Freigrafschaft Burgund und darin zum Gebiet des Bailliage d’Amont. Zusammen mit der Franche-Comté gelangte Cerre mit dem Frieden von Nimwegen 1678 definitiv an Frankreich. Heute ist Cerre-lès-Noroy Mitglied des 12 Ortschaften umfassenden Gemeindeverbandes Communauté de communes des Grands Bois.

## Sehenswürdigkeiten

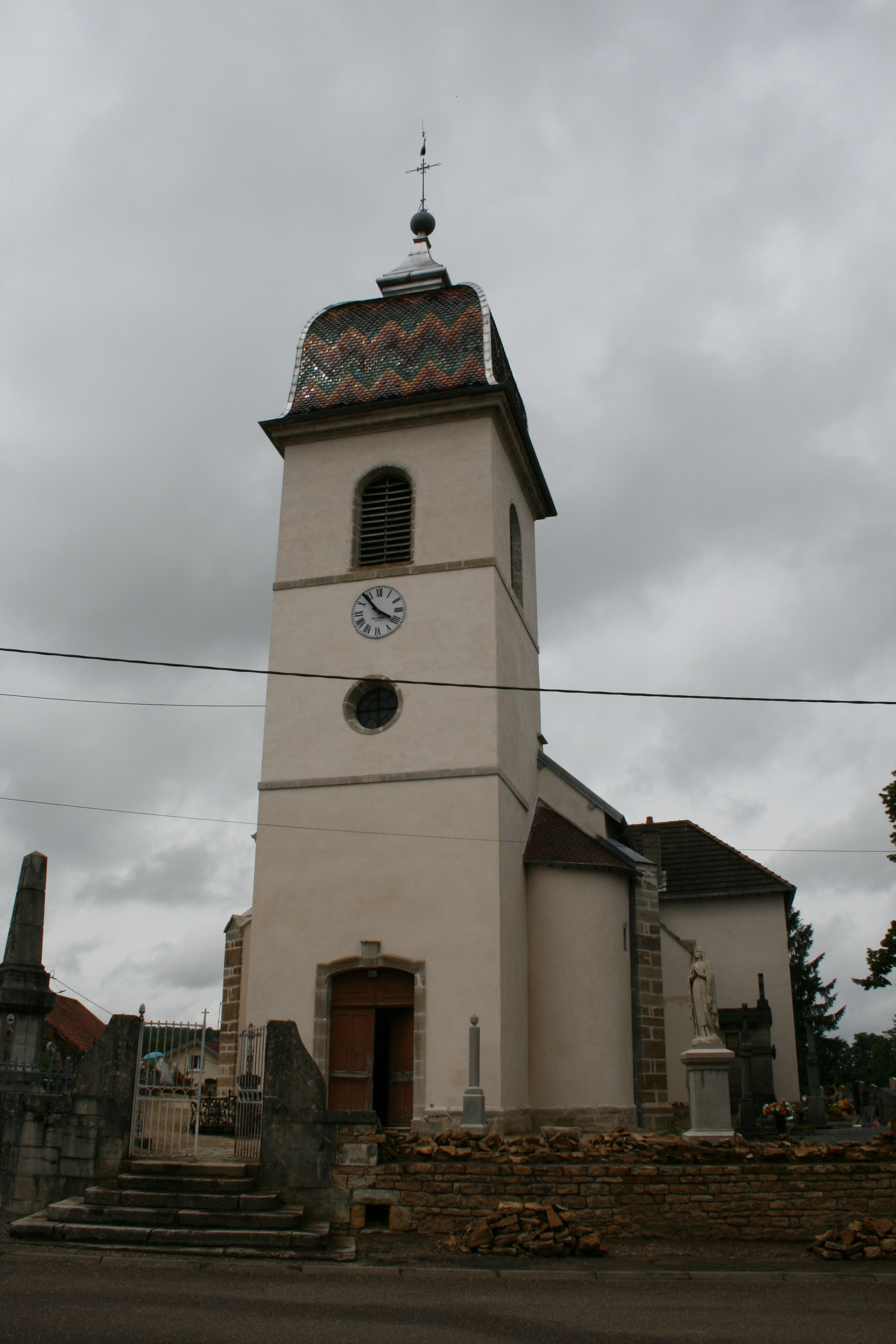
Kirche Saint-Maurice

Die Kirche Saint-Maurice wurde 1766 neu erbaut und besitzt ein gotisches Kreuz für Prozessionen, eine Statue des Saint Maurice (16./17. Jahrhundert) und Mobiliar aus dem 18. Jahrhundert. Am östlichen Dorfeingang steht ein kleines Schloss. Sehenswert sind auch die Brunnen von Cerre-lès-Noroy: die Fontaine de l'Église (1801 errichtet) mit großem, halbkreisförmigem Wasserbecken, die Fontaine d'Au Pont (1870) und die Fontaine de la Hye (1884).

## Bevölkerung
| Jahr                       | 1962 | 1968 | 1975 | 1982 | 1990 | 1999 | 2006 |
| Einwohner                  | 177  | 158  | 176  | 161  | 177  | 169  | 193  |
| Quellen: Cassini und INSEE |      |      |      |      |      |      |      |

Mit 238 Einwohnern (1. Januar 2022) gehört Cerre-lès-Noroy zu den kleinen Gemeinden des Département Haute-Saône. Nachdem die Einwohnerzahl in der ersten Hälfte des 20. Jahrhunderts deutlich abgenommen hatte (1881 wurden noch 362 Personen gezählt), wurden seit Beginn der 1960er Jahre nur noch geringe Schwankungen verzeichnet. In den letzten Jahren erfolgte wieder eine leichte Bevölkerungszunahme.

## Wirtschaft und Infrastruktur
Cerre-lès-Noroy war bis weit ins 20. Jahrhundert hinein ein vorwiegend durch die Landwirtschaft (Ackerbau, Obstbau und Viehzucht) und die Forstwirtschaft geprägtes Dorf. Die Wasserkraft des Ruisseau de l'Étang wurde früher für den Betrieb einer Mühle genutzt. Heute gibt es einige Betriebe des lokalen Kleingewerbes. In den letzten Jahrzehnten hat sich das Dorf zu einer Wohngemeinde gewandelt. Viele Erwerbstätige sind deshalb Wegpendler, die in den größeren Ortschaften der Umgebung und in der Agglomeration Vesoul ihrer Arbeit nachgehen.
Die Ortschaft liegt abseits der größeren Durchgangsachsen an einer Departementsstraße, die von Noroy-le-Bourg nach Vallerois-le-Bois führt. Eine weitere Straßenverbindung besteht mit Autrey-lès-Cerre.